# Diocese de Porto Luís
A Diocese de Porto Luís (em latim: Diœcesis Portus Ludovici) é uma circunscrição eclesiástica da Igreja Católica situada em Porto Luís, em Maurício. Seu bispo diocesano é o cardeal Dom 	Jean Michaël Durhône, e sua Sé é a Catedral de São Luís de Porto Luís.
Possui 39 paróquias servidas por 92 padres, contando com 1.268.315 habitantes, com 26% da população jurisdicionada batizada (329.760 batizados).

## História
O Vicariato Apostólico de Maurício foi erigido em 1819 com os breves de 11 de março e de 4 de abril do Papa Pio VII, recebendo o território do Vicariato Apostólico do Cabo da Boa Esperança e territórios adjacentes (atual Diocese de Port Elizabeth), cuja ereção permaneceu no papel sem ser implementada. Originalmente o vicariato apostólico de Maurício compreendia além de Maurício toda a África do Sul e a Ilha de Santa Helena, de Seychelles, de Madagascar e toda a Austrália.
Em 1829 cedeu Madagascar ao vicariato apostólico de Bourbon (atual Diocese de Saint-Denis de La Réunion).
Em 3 de junho de 1834, pelo breve apostólico do Papa Gregório XVI Pastoralis officii, cedeu uma parte do seu território em vantagem da ereção do Vicariato Apostólico da Nova Holanda e da Terra de Van Diemen (atual Arquidiocese de Sydney).
Em 6 de junho de 1837 cedeu outra parte do seu território em vantagem da ereção do Vicariato Apostólico do Cabo da Boa Esperança (atual Diocese de Port Elizabeth).
Em 7 de dezembro de 1847 o Vicariato Apostólico foi elevado à diocese.
Em 1852 cedeu outra parte do seu território em vantagem da ereção da prefeitura apostólica de Seychelles (atual Diocese de Port Victoria).
Em 31 de outubro de 2002 cedeu parte de seu território para a ereção do Vicariato Apostólico de Rodrigues.
Recebeu as visitas apostólicas do Papa João Paulo II em 1989 e do Papa Francisco, em 2019.

## Bispos
| #               | Nome                                     | Período   | Notas                        |
| Bispos          | Bispos                                   | Bispos    | Bispos                       |
| --------------- | ---------------------------------------- | --------- | ---------------------------- |
| 14º             | Jean Michaël Durhône                     | 2023-     | Atual                        |
| 13°             | Maurice Evenor Cardeal Piat, C.S.Sp.     | 1993-2023 | Bispo emérito                |
| 12º             | Jean Cardeal Margéot †                   | 1969-1993 |                              |
| 11º             | Daniel Liston, C.S.Sp. †                 | 1949-1968 |                              |
| 10°             | Jacques Leen, C.S.Sp. †                  | 1926-1949 |                              |
| 9°              | Giovanni Battista Murphy, C.S.Sp. †      | 1916-1926 |                              |
| 8°              | James Romanus Bilsborrow, O.S.B. †       | 1910-1916 | Nomeado Arcebispo de Cardiff |
| 7º              | Peter Augustine O'Neill, O.S.B. †        | 1896-1909 |                              |
| 6º              | Johann Gabriel Léon Louis Meurin, S.J. † | 1887-1895 |                              |
| 5°              | William Benedict Scarisbrick, O.S.B. †   | 1871-1887 |                              |
| 4°              | Michael Adrian Hankinson, O.S.B. †       | 1863-1870 |                              |
| 3°              | William Bernard Allen Collier, O.S.B. †  | 1840-1863 |                              |
| 2º              | William Placid Morris, O.S.B. †          | 1831-1840 |                              |
| 1º              | Edward Bede Slater, O.S.B.               | 1819-1831 |                              |
| Bispo-coadjutor |                                          |           |                              |
|                 | Maurice Piat, C.S.Sp.                    | 1991-1993 |                              |
|                 | Daniel Liston, C.S.Sp. †                 | 1947-1969 |                              |
|                 | James Romanus Bilsborrow, O.S.B.         | 1925-1926 |                              |